# Erdi Şehit
Erdi Can Şehit (* 30. März 1996 in Sakarya) ist ein türkischer Fußballspieler.

## Karriere

### Verein
Şehit spielte in seiner Jugend bei Sakaryaspor, bei dem er dann 2013 in den Profikader übernommen wurde und dort sieben Spiele bestritt. 2014 wurde er von Fenerbahçe Istanbul gekauft und anschließend an Tavşanlı Linyitspor verliehen. Für die Saison 2015/16 lieh ihn sein Verein an den Zweitligisten Kayseri Erciyesspor aus. Von diesem Verein kehrte er bereits zur nächsten Winterpause zurück und wurde für die Rückrunde an Kartalspor ausgeliehen. Für die Saison 2017/18 ging er als Leihgabe zum Erstligisten Gençlerbirliği Ankara.

### Nationalmannschaft
Er bestritt bisher drei Freundschaftsspiele für die U-16 der Türkei und erzielte ein Tor.